# Соснове (Польща)
Соснове (пол. Sosnowe) — село в Польщі, у гміні Котунь Седлецького повіту Мазовецького воєводства.
Населення — 184 особи (2011).
У 1975—1998 роках село належало до Седлецького воєводства.

## Демографія
Демографічна структура станом на 31 березня 2011 року:
|          | Загалом | Допрацездатний вік | Працездатний вік | Постпрацездатний вік |
| -------- | ------- | ------------------ | ---------------- | -------------------- |
| Чоловіки | 91      | 23                 | 55               | 13                   |
| Жінки    | 93      | 16                 | 49               | 28                   |
| Разом    | 184     | 39                 | 104              | 41                   |